# Geranium sinense
Geranium sinense är en näveväxtart som beskrevs av R. Knuth in Engl.. Geranium sinense ingår i släktet nävor, och familjen näveväxter. Inga underarter finns listade i Catalogue of Life.